# Castell de Vilamalur
El castell de Vilamalur (Alt Millars, País Valencià) és una construcció musulmana dels segles X-XIII que està situat en una pronunciada i elevada muntanya en les proximitats de la població. S'accedeix per una pista que condueix a la partida del Mas. Per la seva estratègica posició, domina gran part de la serra.
El castell és de planta poligonal irregular. Tot el recinte es trobava circumvalat per la muralla de la qual encara es conserven grans elements. També existeixen, encara dempeus, diverses torres, un aljub originalment cobert amb volta, vestigis de canalitzacions, etc. Gran part de les restes són d'origen cristià, perquè la fortificació es va reformar notablement després de la conquesta de Jaume I.